# ロードアイランド州の郡一覧

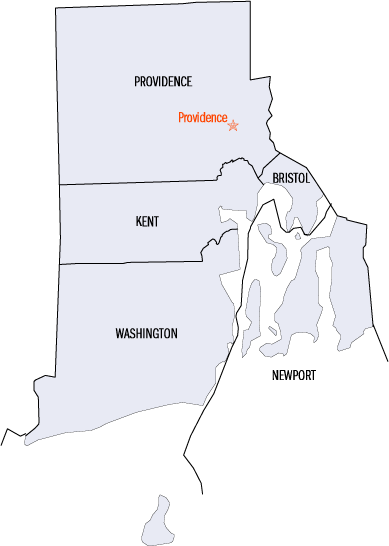
ロードアイランド州の郡配置図

ロードアイランド州の郡一覧は、アメリカ合衆国ロードアイランド州内の郡の一覧である。ロードアイランド州内には5の郡がある。5郡という数はハワイ州と並んで、アメリカ合衆国50州の中では2番目に少ない数である（最少はデラウェア州の3郡）。ロードアイランド州は郡に小区分されているが、郡レベルの政府を持っていない。その代わりに8つの市と31の町が地方政治を担当している。郡は1846年から政府機能を持たず、州政府の一部である裁判所の管理と保安官の矯正機能を分担している。
州内ではワシントン郡とケント郡を併せて、サウス郡と呼ばれることが多い。

## 歴史
ロードアイランド植民地は17世紀に設立され、1776年にアメリカ独立戦争の始まりを告げるイギリスからの独立を宣言したときは、13植民地の1つになった。州内の郡は全て独立宣言以前に設立されていた。
次の一覧はアルファベット順である。また、人口は2020年国勢調査による。

## ロードアイランド州の郡の一覧
| ロードアイランド州の郡の一覧 | ロードアイランド州の郡の一覧    | ロードアイランド州の郡の一覧 | ロードアイランド州の郡の一覧 | ロードアイランド州の郡の一覧 | ロードアイランド州の郡の一覧 |
| 郡名                         | 郡庁所在地 （1846年に全て廃止） | 設立年                       | 人口 （2020年）              | 陸地面積 (km2)               | 地図                         |
| ---------------------------- | ------------------------------- | ---------------------------- | ---------------------------- | ---------------------------- | ---------------------------- |
| ブリストル郡 Bristol         | ブリストル                      | 1747年                       | 50,793                       | 65                           |                              |
| ケント郡 Kent                | イーストグリニッジ              | 1750年                       | 170,363                      | 440                          |                              |
| ニューポート郡 Newport       | ニューポート                    | 1703年                       | 85,643                       | 269                          |                              |
| プロヴィデンス郡 Providence  | プロビデンス                    | 1703年                       | 660,741                      | 1,906                        |                              |
| ワシントン郡 Washington      | サウスキングスタウン            | 1729年                       | 129,839                      | 862                          |                              |